# Windows RT
Windows RT là một hệ điều hành di động được phát triển bởi Microsoft. Đây là một phiên bản của Windows 8 hay Windows 8.1 được thiết kế dành cho cấu trúc ARM 32 bit (ARMv7). Lần đầu được hé lộ vào tháng 1 năm 2011 tại Hội chợ Điện tử Tiêu dùng, hệ điều hành Windows RT 8 chính thức ra mắt cùng với Windows 8 vào ngày 26 tháng 10 năm 2012; cùng với đó là sự xuất hiện của 3 thiết bị chạy Windows RT, bao gồm cả mẫu máy tính bảng Surface thế hệ đầu tiên của Microsoft. Khác với Windows 8, Windows RT chỉ có sẵn dưới dạng phần mềm cài đặt sẵn trên những thiết bị được các nhà sản xuất phụ tùng gốc (OEM) thiết kế riêng.
Microsoft mong muốn các thiết bị Windows RT có thể tận dụng được lợi thế sử dụng năng lượng hiệu quả của kiến trúc ARM nhằm đảm bảo thời lượng pin dài hơn, đồng thời có thể sử dụng các thiết kế SoC cho phép giảm được độ dày của thiết bị và cung cấp một trải nghiệm "đáng tin cậy" qua thời gian dài sử dụng. So với các hệ điều hành di động khác, Windows RT còn hỗ trợ một số lượng tương đối lớn các thiết bị ngoại vi và phụ kiện USB sẵn có, kèm theo đó là một phiên bản Microsoft Office 2013 tối ưu cho thiết bị ARM được cài đặt sẵn. Tuy nhiên, mặc dù thừa hưởng giao diện và chức năng của Windows 8, Windows RT lại có một số hạn chế: nó chỉ có thể chạy các phần mềm đã được ký số bởi Microsoft (bao gồm phần mềm cài sẵn và các ứng dụng Windows Store), đồng thời thiếu các tính năng dành cho nhà phát triển. Windows RT cũng không hỗ trợ chạy các ứng dụng được thiết kế cho bộ xử lý x86, nền tảng chính của Windows vào thời điểm đó (về sau Windows 10 đã bổ sung khả năng hỗ trợ chạy ứng dụng x86 trên bộ xử lý ARM64.)
Windows RT phải nhận những đánh giá trái chiều từ truyền thông và các nhà phê bình. Một số người cảm thấy thiết bị Windows RT có những ưu điểm so với các nền tảng di động khác (ví dụ như iOS hay Android) nhờ phần mềm đi kèm và khả năng tương thích với nhiều thiết bị USB; tuy nhiên nền tảng này lại bị chỉ trích do sở hữu hệ sinh thái phần mềm nghèo nàn, khi mà Windows Store còn đang ở trong giai đoạn đầu phát triển và các phần mềm sẵn có cho Windows lại không tương thích, cùng với đó là những hạn chế khác của Windows 8.
Các nhà phê bình và phân tích đều coi Windows RT là một sản phẩm thất bại về mặt thương mại; ngoài nguyên nhân do những hạn chế kể trên, Windows RT bị coi như một nền tảng thiếu sức sống nằm giữa Windows Phone và Windows 8, một vị trí không rõ ràng và không đủ sức cạnh tranh, cùng với đó là những mẫu thiết bị Windows 8 với thời lượng pin và tính năng tương tự hoặc vượt xa các mẫu thiết bị Windows RT sau đó cũng đã được giới thiệu. Những cải tiến trên các bộ xử lý di động của Intel, cùng với quyết định của Microsoft là loại bỏ phí giấy phép OEM dành cho Windows trên các thiết bị có màn hình nhỏ hơn 9 inch, đã tạo điều kiện cho thị trường các thiết bị máy tính bảng Wintel phân khúc cấp thấp chạy nền tảng Windows 8 hoàn chỉnh phát triển nhanh chóng. Những mẫu thiết bị này gần như đã tự "ăn thịt" chính sản phẩm cũ Windows RT; các nhà sản xuất bắt đầu loại bỏ dần những mẫu thiết bị Windows RT của mình do doanh số thấp, và sau chưa đầy một năm ra mắt, Microsoft phải gánh khoản lỗ 900 triệu USD mà theo nhiều người là do doanh số bán mẫu máy tính bảng Surface dựa trên ARM chỉ ở mức khiêm tốn cùng với số lượng thiết bị tồn kho chưa thể bán được.
Ngoài các 5 mẫu thiết bị được ra mắt ban đầu, chỉ có thêm 2 mẫu máy tính bảng Windows RT được trình làng sau đó, Surface 2 của Microsoft và Nokia Lumia 2520 vào cuối năm 2013, và đến thế hệ Surface Pro 3 thì không còn phiên bản Windows RT tương ứng nào được xuất hiện nữa, khi mẫu Surface 3 được chuyển sang kiến trúc Intel và dòng sản phẩm Surface được xác định lại để nhắm tới thị trường cao cấp. Những diễn biến này khiến tương lai của nền tảng này bị hoài nghi. Sau khi cả Microsoft Surface 2 và Lumia 2520 dừng sản xuất, Microsoft cũng như các công ty con không còn sản xuất bất cứ thiết bị Windows RT nào nữa.

## Lịch sử
Tại Hội chợ Điện tử Tiêu dùng 2011, Microsoft đã chính thức công bố rằng phiên bản tiếp theo của Windows sẽ hỗ trợ Hệ thống trên một vi mạch (SoC - System on a chip) dựa trên cấu trúc ARM. Steven Sinofsky, lúc đó là chủ tịch bộ phận Windows, đã trình diễn phiên bản ban đầu của một port Windows cho cấu trúc ARM, có tên mã là Windows on ARM (WoA), chạy trên nguyên mẫu với chip Qualcomm Snapdragon, Texas Instruments OMAP và NVIDIA Tegra 2. Các nguyên mẫu có các phiên bản hoạt động được của Internet Explorer 9 (với hỗ trợ DirectX thông qua GPU của Tegra 2), Microsoft PowerPoint và Word, cùng với việc sử dụng trình điều khiển lớp để cho phép in sang máy in Epson. Sinofsky cảm thấy rằng sự thay đổi đối với các thiết kế SoC là "một sự tiến hóa tự nhiên của phần cứng có thể áp dụng cho nhiều loại hình dạng, không chỉ cho các phương tiện chặn", trong khi Giám đốc điều hành Microsoft Steve Ballmer nhấn mạnh tầm quan trọng của việc hỗ trợ SoC trên Windows bằng cách tuyên bố rằng hệ điều hành sẽ "ở khắp mọi nơi trên mọi loại thiết bị mà không cần thỏa hiệp."
Quá trình phát triển ban đầu trên WoA diễn ra bằng cách chuyển mã từ Windows 7; các thiết bị smartphone chạy Windows Mobile đã được sử dụng để thử nghiệm các bản build ban đầu của WoA vì thiếu máy tính bảng dựa trên ARM sẵn có. Thử nghiệm sau đó được thực hiện bằng cách sử dụng một loạt các hệ thống dựa trên ARM gắn trên giá đỡ được thiết kế riêng. Các thay đổi đối với cơ sở mã Windows đã được thực hiện để tối ưu hóa hệ điều hành cho phần cứng bên trong của thiết bị ARM, nhưng một số tiêu chuẩn kỹ thuật theo truyền thống được sử dụng bởi các hệ thống x86 cũng được sử dụng. Các thiết bị WoA sẽ sử dụng chương trình cơ sở UEFI và có Trusted Platform Module để hỗ trợ mã hóa thiết bị và UEFI Secure Boot. ACPI cũng được sử dụng để phát hiện và điều khiển các thiết bị Plug and Play. Để cho phép hỗ trợ phần cứng rộng hơn, các thiết bị ngoại vi như thiết bị giao diện người, bộ lưu trữ và các thành phần khác sử dụng kết nối USB và I²C sử dụng trình điều khiển lớp và giao thức chuẩn hóa. Windows Update đóng vai trò là cơ chế cập nhật tất cả các trình điều khiển hệ thống, phần mềm và firmware.
Microsoft đã giới thiệu các khía cạnh khác của hệ điều hành mới, được gọi là Windows 8, trong các bài thuyết trình tiếp theo. Trong số những thay đổi này (cũng bao gồm giao diện được đại tu được tối ưu hóa để sử dụng trên các thiết bị dựa trên cảm ứng được xây dựng dựa trên ngôn ngữ thiết kế Metro) là sự ra đời của Windows Runtime (WinRT). Phần mềm được phát triển bằng kiến trúc mới này có thể độc lập với bộ xử lý (cho phép tương thích với cả hệ thống dựa trên x86 và ARM), sẽ nhấn mạnh việc sử dụng đầu vào cảm ứng, chạy trong môi trường hộp cát để cung cấp bảo mật bổ sung và được phân phối thông qua Windows Store (từ tháng 10 năm 2017 là Microsoft Store trên Windows 10) —một cửa hàng tương tự như App Store và Google Play. WinRT cũng được tối ưu hóa để cung cấp trải nghiệm "đáng tin cậy" hơn trên các thiết bị dựa trên ARM; do đó, khả năng tương thích ngược cho phần mềm Win32 tương thích với các phiên bản Windows cũ hơn đã được cố ý loại bỏ khỏi Windows trên ARM. Các nhà phát triển Windows chỉ ra rằng các ứng dụng Windows hiện có không được tối ưu hóa đặc biệt cho độ tin cậy và hiệu quả năng lượng trên kiến trúc ARM và rằng WinRT đủ để cung cấp "toàn bộ sức mạnh biểu đạt" cho các ứng dụng, "đồng thời tránh các bẫy và cạm bẫy có thể làm giảm trải nghiệm tổng thể cho người tiêu dùng." Do đó, việc thiếu khả năng tương thích ngược này cũng sẽ ngăn phần mềm độc hại hiện có chạy trên hệ điều hành.
Vào ngày 16 tháng 4 năm 2012, Microsoft giới thiệu rằng Windows trên ARM sẽ được chính thức lấy tên là Windows RT. Microsoft không chỉ ra rõ ràng "RT" trong tên của hệ điều hành đề cập đến cái gì, nhưng nó được cho là đề cập đến kiến trúc WinRT. Steven Sinofsky tuyên bố rằng Microsoft sẽ đảm bảo sự khác biệt giữa Windows RT và 8 được giải quyết thỏa đáng trong quảng cáo. Tuy nhiên, các báo cáo cho thấy rằng các trang web quảng cáo cho máy tính bảng Microsoft Surface đã chứa những từ ngữ khó hiểu ám chỉ đến sự khác biệt về khả năng tương thích và Microsoft Store đại diện đã cung cấp thông tin không nhất quán và đôi khi không chính xác về Windows RT. Đáp lại, Microsoft tuyên bố rằng nhân viên Microsoft Store sẽ được đào tạo trung bình 15 giờ trước khi ra mắt Windows 8 và Windows RT để đảm bảo rằng người tiêu dùng có thể đưa ra lựa chọn chính xác cho nhu cầu của họ. Các thiết bị Windows RT đầu tiên được chính thức phát hành cùng với Windows 8 vào ngày 26 tháng 10 năm 2012.
Windows 8.1, một bản nâng cấp dành cho Windows 8 và RT, được phát hành trên Windows Store vào ngày 17 tháng 10 năm 2013, đi kèm với một số cải thiện về giao diện và chức năng của hệ điều hành. Trên các thiết bị Windows RT, bản cập nhật này cũng bổ sung Outlook vào bộ Office RT được cài đặt sẵn. Ngay sau khi phát hành, bản cập nhật này đã bị Microsoft thu hồi tạm thời sau khi có báo cào rằng một số người dùng Surface gặp phải một lỗi hiếm gặp làm hỏng Dữ liệu Cấu hình Khởi động (Boot Configuration Data) trên thiết bị của họ trong quá trình cài đặt, khiến quá trình khởi động hệ điều hành thất bại. Vào ngày 21 tháng 10 năm 2013, Microsoft cho phát hành bộ phương tiện phục hồi kèm theo hướng dẫn để sửa chữa lại thiết bị gặp lỗi và khôi phục quyền truy cập bản cập nhật Windows 8.1 một ngày sau đó.

## So sánh với Windows 8
Mặc dù Windows RT hoạt động tương tự với Windows 8, hai nền tảng này vẫn có một số khác biệt nổi bật, chủ yếu liên quan tới vấn đề tương thích phần mềm và phần cứng. Julie Larson-Green, khi đó là phó chủ tịch điều hành nhóm Thiết bị và Studio tại Microsoft, từng giải thích rằng Windows RT được thiết kế để cung cấp một trải nghiệm người dùng "đóng, sẵn sàng có thể sử dụng ngay lập tức", "nơi mà không phải toàn bộ sự linh hoạt của Windows đều hiện diện, nhưng vẫn có được sức mạnh của Office và các ứng dụng kiểu mới. Nhờ đó mà bạn có thể đưa thiết bị của mình cho con cái mà không sợ đứa bé sẽ vô tình cài lên Internet Explorer một loạt các toolbar rồi tới chỗ bạn và hỏi 'tại sao trên máy lại có nhiều cái pop-up vậy?' Nó chỉ không có khả năng làm được điều đó theo thiết kế."

### Phần mềm đi kèm
Windows RT không đi kèm với Windows Media Player, thay vào đó người dùng có thể tải những ứng dụng đa phương tiện trên Windows Store; các thiết bị được cài đặt sẵn hai ứng dụng Xbox Music và Xbox Video.
Tất cả các thiết bị Windows RT đều đi cùng với Office 2013 Home & Student RT—một phiên bản Microsoft Office được tối ưu hóa cho hệ thống ARM. Do phiên bản Office RT có trên những thiết bị Windows RT được dựa trên phiên bản Home & Student, nó sẽ không thể được sử dụng cho "các hoạt động thương mại, phi lợi nhuận hoặc sinh lời" trừ khi tổ chức sở hữu giấy phép số lượng lớn dành cho Office 2013, hoặc người dùng có gói đăng ký Office 365 với quyền sử dụng thương mại. Vì những lý do liên quan đến tính tương thích và bảo mật, một số tính năng nâng cao, ví dụ như macro Visual Basic, sẽ không có sẵn trong Office RT.
Windows RT còn bao gồm hệ thống mã hóa thiết bị dựa trên BitLocker; khi người dùng đăng nhập bằng tài khoản Microsoft, dữ liệu của họ sẽ được hệ thống này mã hóa một cách thụ động.

### Tương thích phần mềm
Do các thiết bị ARM sở hữu kiến trúc khác biệt so với các thiết bị x86, Windows RT có một số hạn chế trong tương thích phần mềm. Mặc dù vẫn cung cấp cho người dùng môi trường desktop truyền thống của Windows, cùng với giao diện người dùng dành cho màn hình cảm ứng của Windows 8, những ứng dụng desktop duy nhất được Windows RT hỗ trợ là các ứng dụng được đi kèm với hệ điều hành này ngay từ đầu; ví dụ như File Explorer, Internet Explorer, và Office RT. Người dùng chỉ có thể cài đặt các ứng dụng Windows Store trên các thiết bị Windows RT; các ứng dụng này phải được tải về từ Windows Store hoặc cài đặt từ bên ngoài (sideload) trong môi trường doanh nghiệp. Các nhà phát triển không thể port những ứng dụng desktop để chạy trên Windows RT bởi Microsoft cho rằng chúng sẽ không được tối ưu một cách trọn vẹn cho nền tảng này. Bởi vậy mà Windows RT cũng không hỗ trợ các trình duyệt web "hỗ trợ trải nghiệm mới": một kiểu ứng dụng đặc biệt trên Windows 8 cho phép các trình duyệt web đi kèm những phiên bản có thể chạy trong "giao diện người dùng kiểu hiện đại" của Windows RT và tích hợp với các ứng dụng khác, nhưng vẫn sử dụng mã Win32 giống như các chương trình desktop.

### Tương thích phần cứng
Trong một bài thuyết trình tại sự kiện ra mắt Windows 8 ở Thành phố New York, Steven Sinofsky khẳng định Windows RT sẽ hỗ trợ 420 triệu thiết bị phần cứng và thiết bị ngoại vi hiện có. Tuy nhiên, so với Windows 8, không phải thiết bị nào cũng được hỗ trợ đầy đủ, thậm chí một số mẫu thiết bị hoàn toàn không được hỗ trợ. Microsoft cung cấp cổng thông tin "Compatibility Center", nơi người dùng có thể tìm kiếm thông tin tương thích của các thiết bị với Windows RT; vào thời điểm ra mắt, trang chỉ liệt kê hơn 30.000 thiết bị có khả năng tương thích với hệ điều hành này.

### Kết nối mạng và quản lý thiết bị
Mặc dù các thiết bị Windows RT có thể tham gia vào một HomeGroup và truy cập vào các tập tin lưu trong thư mục chia sẻ và thư viện trên những thiết bị khác trong nhóm, chúng lại không thể tiến hành chia sẻ tập tin như những thiết bị khác. Windows RT không hỗ trợ kết nối tới miền để đăng nhập mạng, đồng thời cũng không hỗ trợ sử dụng Group Policy để quản lý thiết bị. Tuy nhiên, Exchange ActiveSync, dịch vụ Windows Intune, hoặc System Center Configuration Manager 2012 SP1 có thể được sử dụng để cung cấp một số chức năng kiểm soát tới các thiết bị Windows RT trong môi trường doanh nghiệp, ví dụ như khả năng áp dụng các chính sách bảo mật và cung cấp cổng để cài đặt các ứng dụng từ bên ngoài Windows Store.

### Giao diện người dùng
Sau khi cài đặt bản cập nhật KB3033055 dành cho Windows RT 8.1, một menu Start trên màn hình desktop sẽ xuất hiện để thay thế cho màn hình Start. Nó được chia làm hai cột, một bên dành cho các ứng dụng được ghim và các ứng dụng đã sử dụng gần đây, bên còn lại dành cho các ô Live Tiles. Menu Start này có diện mạo gần giống với phiên bản trên Windows 10.

### Vòng đời hỗ trợ
Windows RT tuân theo chính sách vòng đời của Windows 8 và Windows 8.1. Mẫu máy tính bảng Surface thế hệ đầu tuân thủ chính sách hỗ trợ của Microsoft dành cho sản phẩm phần cứng tiêu dùng và nhận được hỗ trợ chính cho tới ngày 11 tháng 4 năm 2017.
Hỗ trợ chính cho Windows RT (8.0) đã kết thúc vào ngày 12 tháng 1 năm 2016. Người dùng cần cập nhật lên Windows RT 8.1 để tiếp tục nhận hỗ trợ.
Hỗ trợ chính cho Windows RT 8.1 đã kết thúc vào ngày 9 tháng 1 năm 2018, và hỗ trợ mở rộng cho Windows RT 8.1 cũng đã kết thúc vào ngày 10 tháng 1 năm 2023.

## Thiết bị

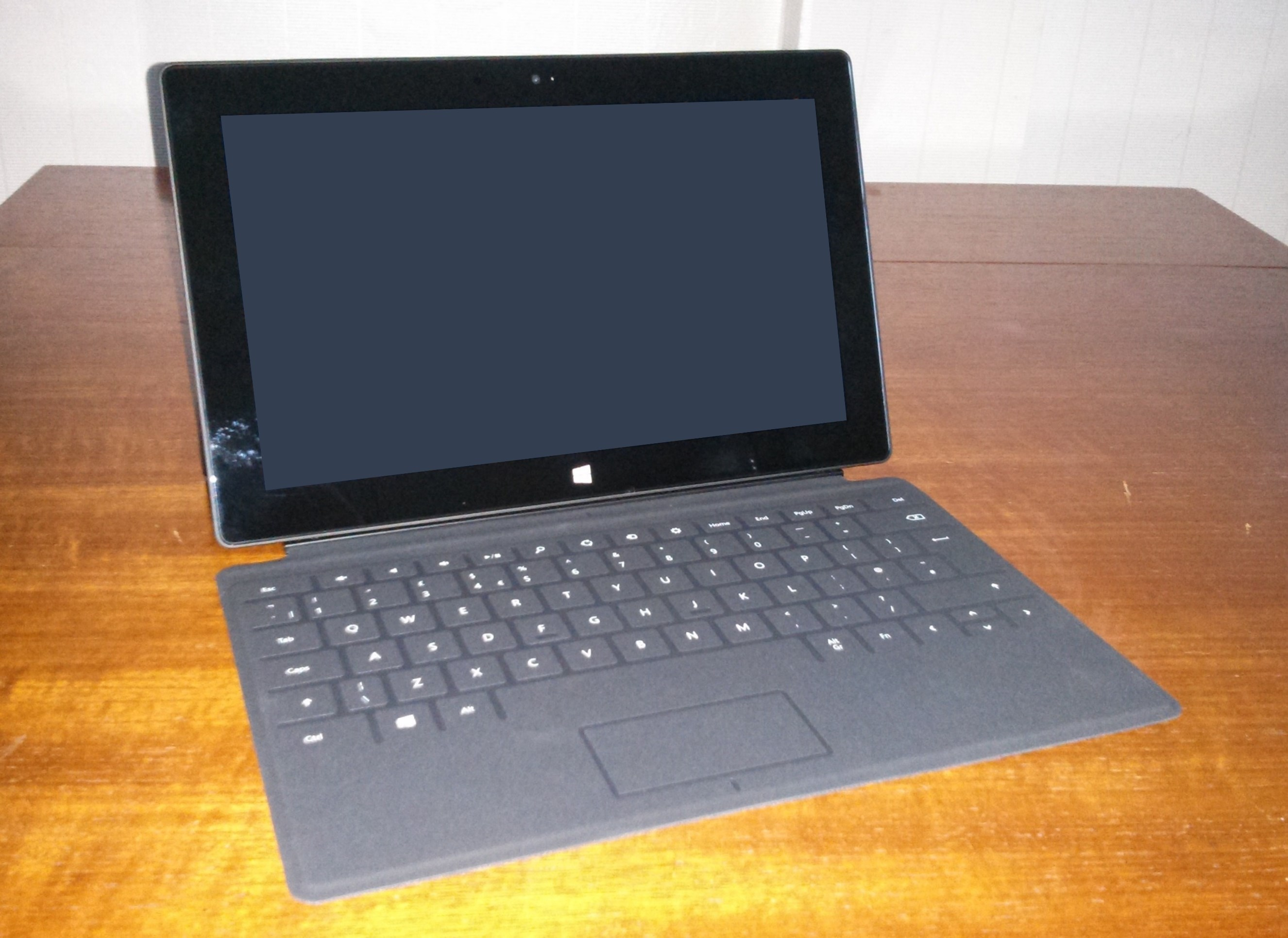
Microsoft Surface được phát triển trở thành thiết bị bên thứ nhất dành cho Windows RT.

Microsoft áp đặt kiểm soát chặt chẽ lên quá trình phát triển và sản xuất các thiết bị Windows RT: chúng được thiết kế trong quá trình hợp tác với công ty, tuân thủ các thông số thiết kế và phần cứng chặt chẽ, bao gồm cả yêu cầu chỉ được sử dụng các mẫu "đã được chấp thuận" đối với một số thành phần. Để đảm bảo chất lượng phần cứng và kiểm soát số lượng thiết bị được phát hành khi ra mắt Windows RT, ba hãng sản xuất chip ARM tham gia chỉ được phép hợp tác với tối đa 2 nhà sản xuất PC để phát triển "làn sóng" thiết bị Windows RT đầu tiên trong chương trình phát triển của Microsoft. Qualcomm hợp tác với Samsung và HP, Nvidia với Asus và Lenovo, Texas Instruments với Toshiba. Ngoài ra, Microsoft cũng hợp tác với Nvidia để sản xuất Surface (về sau được đổi tên thành "Surface RT") – thiết bị máy tính chạy Windows đầu tiên được sản xuất và tiếp thị trực tiếp bởi Microsoft. Windows RT được thiết kế để hỗ trợ các mẫu chip theo kiến trúc ARMv7, một nền tảng bộ xử lý 32-bit. Ngay sau khi Windows RT được ra mắt, ARM Holdings cũng tiết lộ rằng hãng đang làm việc với Microsoft và các đối tác phần mềm khác về khả năng hỗ trợ kiến trúc 64-bit AArch64.
Nhiều đối tác phần mềm đã rút khỏi chương trình trong quá trình phát triển Windows RT, đầu tiên là Toshiba và Texas Instruments. TI sau đó cũng tuyên bố sẽ rút khỏi thị trường SoC ARM tiêu dùng để tập trung vào các hệ thống nhúng. HP cũng rút khỏi chương trình với niềm tin rằng những mẫu máy tính bảng chạy Intel sẽ phù hợp cho mục đích sử dụng trong doanh nghiệp hơn là ARM. HP sau đó được Dell thay thế làm đối tác của Qualcomm. Acer cũng dự kiến ra mắt một mẫu thiết bị Windows RT song song với các sản phẩm chạy Windows 8, nhưng đã quyết định trì hoãn cho tới quý 2 năm 2013 sau khi dòng Surface nhận phải phản ứng trái chiều. Việc ra mắt mẫu máy tính bảng do chính Microsoft phát triển đã khiến Acer bất ngờ, dẫn tới những lo ngại rằng Surface có thể để lại "ảnh hưởng tiêu cực to lớn tới hệ sinh thái [Windows] và các thương hiệu khác."

### Thế hệ thứ nhất
Loạt thiết bị Windows RT đầu tiên bao gồm:
- Microsoft Surface (ra mắt ngày 26 tháng 10 năm 2012, cùng thời điểm phát hành Windows 8)[46]
- Asus VivoTab RT (ra mắt ngày 26 tháng 10 năm 2012)[47][48]
- Dell XPS 10 (ra mắt tháng 12 năm 2012; ngừng bán vào ngày 25 tháng 9 năm 2013)[39][49][50]
- Lenovo IdeaPad Yoga 11 (ra mắt tháng 12 năm 2012)[51]
- Samsung Ativ Tab (ra mắt tại Anh Quốc vào ngày 14 tháng 12 năm 2012; kế hoạch ra mắt tại Mỹ và Đức đã bị hủy bỏ)[39][52][53][54][55]

Sau khi lên kế hoạch sản xuất mẫu thiết bị Windows RT gần ngày ra mắt nền tảng này, chủ tịch Acer Jim Wong đã nhận định rằng "không có giá trị nào" trong phiên bản hiện tại của hệ điều hành này, và sẽ cân nhắc lại tương lai của các sản phẩm Windows RT khi bản cập nhật Windows 8.1 được phát hành. Vào ngày 9 tháng 8 năm 2013, Asus thông báo hãng sẽ không còn sản xuất bất cứ sản phẩm Windows RT nào nữa; chủ tịch Johnny Shih bày tỏ sự không hài lòng với hiệu quả thị trường của Windows RT và coi nền tảng này là "không có nhiều triển vọng". Trong sự kiện giới thiệu các mẫu máy tính bảng Venue chạy Android và Windows 8 của hãng vào tháng 10 năm 2013, phó chủ tịch của Dell là Neil Hand đã tuyên bố công ty không có kế hoạch sản xuất phiên bản cập nhật của XPS 10.

### Thế hệ thứ hai
Vào tháng 9 năm 2013, CEO Nvidia Jen-Hsun Huang cho biết công ty đang "rất nỗ lực làm việc" với Microsoft nhằm phát triển thế hệ Surface thứ hai. Mẫu máy tính bảng Microsoft Surface 2 chạy trên nền tảng Tegra 4 bốn lõi của Nvidia và sở hữu cùng màn hình Full HD như chiếc Surface Pro 2, được chính thức hé lộ vào ngày 23 tháng 9 năm 2013, và ra mắt ngày 22 tháng 10 năm 2013, sau khi Windows 8.1 mới được phát hành vào tuần trước đó. Cùng ngày ra mắt chiếc Surface 2, Nokia (khi đó thương vụ bán mảng di động của công ty này cho Microsoft vừa mới được công bố nhưng chưa hoàn thành) đã ra mắt Lumia 2520, mẫu máy tính bảng Windows RT chạy bộ xử lý Qualcomm Snapdragon 800, hỗ trợ 4G LTE, và có thiết kế tương tự như dòng sản phẩm Windows Phone của hãng. Một phiên bản Surface 2 hỗ trợ LTE cũng được ra mắt một năm sau đó.
Vào tháng 1 năm 2015, sau khi đã bán hết trên cửa hàng trực tuyến Microsoft Store, Surface 2 được Microsoft thông báo là sẽ dừng sản xuất để tập trung vào dòng sản phẩm Surface Pro. Microsoft ngừng sản xuất chiếc Lumia 2520 trong tháng sau đó, từ đó kết thúc luôn việc sản xuất các thiết bị Windows RT chỉ sau 2 năm phát hành. Với việc cả Surface 2 và Lumia 2520 đều dừng sản xuất, Microsoft và các công ty con không còn sản xuất bất cứ mẫu thiết bị Windows RT nào nữa.

### Các mẫu thiết bị bị hủy bỏ
Microsoft ban đầu dự định phát triển một phiên bản "mini" của dòng máy tính bảng Surface với tên gọi sau này được đặt là Surface Mini và đã định hé lộ mẫu thiết bị này cùng với Surface Pro 3 vào tháng 5 năm 2014; nó được cho là đã bị hủy bỏ ngay phút chót. Một số hình ảnh về sản phẩm này bị rò rỉ vào tháng 6 năm 2017, hé lộ một số thông số như bộ xử lý Qualcomm Snapdragon 800, màn hình 8 inch, hỗ trợ Surface Pen thay vì bộ bàn phím tháo rời.
Vào tháng 7 năm 2016, một bức hình chụp một số mẫu thiết bị Lumia với nhãn hiệu Nokia đã bị hủy bỏ được công bố, trong đó có nguyên mẫu máy tính bảng thứ hai của Nokia với tên gọi Lumia 2020. Những chi tiết được tiết lộ vào tháng 9 năm 2017 cho thấy sản phẩm này có màn hình rộng 8,3 inch và chạy cùng con chip Snapdragon 800 như chiếc máy tính bảng Surface "mini".

## Đón nhận
Các mẫu thiết bị ra mắt cùng với Windows RT đã nhận về những đánh giá trái chiều. Trong một bài đánh giá chiếc máy tính bảng Asus VivoTab RT của PC Advisor, Windows RT được khen ngợi là một hệ điều hành di động nhưng vẫn cung cấp một số tiện ích trên PC như trình quản lý tập tin hoàn chỉnh, nhưng cũng bị chú ý về sự thiếu tương thích với các phần mềm Windows hiện có, đồng thời không đi kèm với một trình phát đa phương tiện hoàn chỉnh nào ngoài ứng dụng Music không khác gì một "lối tắt trơ trẽn dẫn thẳng tới Xbox Music." AnandTech tin rằng Windows RT là hệ điều hành di động đầu tiên "thực sự hữu dụng", nhờ vào hệ thống đa nhiệm, bộ chương trình Office đi kèm, hiệu năng giao diện mượt mà, và khả năng hỗ trợ "kha khá" các loại thiết bị USB so với các hệ điều hành khác trên kiến trúc ARM. Tuy nhiên, hệ điều hành này lại bị phê bình gay gắt bởi tốc độ khởi động ứng dụng chậm chạp so với mẫu iPad ra mắt cùng thời điểm, cùng với khả năng hỗ trợ driver không đồng đều với các thiết bị máy in. Số lượng các ứng dụng "chất lượng" có sẵn vào thời điểm ra mắt chỉ ở mức ít ỏi cũng là điều được quan tâm—nhưng bài viết này lại không coi đây là một vấn đề, cho rằng hệ sinh thái ứng dụng sẽ "mở rộng đáng kể trừ khi bằng cách nào đó mọi người bỗng ngừng mua các hệ thống chạy Windows vào ngày 26 tháng 10."
Những đánh giá về phiên bản xem trước của RT 8.1 cũng mang tính trái chiều; cả ExtremeTech và TechRadar đều khen ngợi các cải thiện được đưa ra tới giao diện hướng tới máy tính bảng của hệ điều hành này, cùng với sự bổ sung của Outlook; tác giả Dan Grabham của TechRadar tin rằng sự xuất hiện của Outlook là một điểm quan trọng bởi "không có người dùng bình thường nào lại cố xử lý email công việc trong ứng dụng Mail đi kèm cả—nó chỉ không có đủ khả năng để làm điều đó." Tuy nhiên, cả hai trang đều ghi nhận những vấn đề về hiệu năng trong quá trình chạy bản beta trên chiếc Surface dựa trên Tegra 3; ExtremeTech kết luận rằng "ở thời điểm hiện tại, chúng tôi vẫn không thể thấy được chắc chắn lý do nào để bạn có thể muốn mua một chiếc máy tính bảng Windows RT trong khi đã có những mẫu thiết bị x86 sử dụng chip Atom có mức giá tương tự mà lại chạy phiên bản Windows 8 đầy đủ"

### Nhu cầu và phản ứng từ thị trường
Nhu cầu tiếp thị một phiên bản Windows tương thích với ARM đã bị một số nhà phân tích đặt nghi vấn sau một số những diễn biến gần đây của ngành công nghiệp PC; cả Intel và AMD đều giới thiệu các mẫu thiết kế SoC dựa trên x86 dành cho Windows 8, lần lượt là Atom "Clover Trail" và "Temash", nhằm đáp trả lại sự cạnh tranh đang ngày một lớn từ các nhà sản xuất chip ARM. Cụ thể, Intel đã khẳng định các máy tính bảng chạy Clover Trail có thể cung cấp thời lượng pin đủ sức cạnh tranh với các thiết bị ARM; trong một bài thử nghiệm được tiến hành bởi PC World, chiếc Ativ Smart PC của Samsung chạy Clover Trail cho thấy thời lượng pin vượt xa mẫu Surface dựa trên ARM. Peter Bright của Ars Technica nhận định rằng Windows RT đã không có một mục đích rõ ràng nào, bởi lợi thế năng lượng của các thiết bị ARM "không còn rõ ràng như hai năm trước nữa", và người dùng cũng nên tự mua Office 2013 khi mà Office RT đã loại bỏ nhiều tính năng cũng như áp đặt những hạn chế về giấy phép.
Windows RT cũng bị các nhà sản xuất thờ ơ; vào tháng 6 năm 2012, Hewlett-Packard đã hủy bỏ kế hoạch ra mắt máy tính bảng Windows RT, cho rằng khách hàng của hãng cảm thấy những chiếc tablet dựa trên Intel sẽ phù hợp hơn để sử dụng trong môi trường doanh nghiệp. Vào tháng 1 năm 2013, Samsung cũng hủy kế hoạch ra mắt mẫu tablet Windows RT của hãng là Ativ Tab tại thị trường Mỹ, với những nguyên nhân được đưa ra là do mục tiêu không rõ ràng của hệ điều hành này, nhu cầu "khiêm tốn" đối với các thiết bị Windows RT, cùng với những nỗ lực và đầu tư cần thiết để hướng dẫn người tiêu dùng về điểm khác biệt của Windows 8 và RT. Mike Abary, phó chủ tịch cao cấp khối PC và máy tính bảng của Samsung tại Mỹ, cũng cho biết công ty đã không thể thiết kế chiếc Ativ Tab để đạt được mức giá mục tiêu—trong khi mức giá thấp lại là lợi thế chính được kỳ vọng của các thiết bị Windows RT. CEO của Nvidia là Jen-Hsun Huang đã thể hiện sự thất vọng về hiệu quả thị trường của Windows RT, nhưng vẫn kêu gọi Microsoft tiếp tục tập trung thêm nữa vào nền tảng ARM. Huang cũng bình luận về sự thiếu vắng của Outlook trong bộ Office 2013 đi kèm với thiết bị và gợi ý rằng Microsoft cũng nên đưa phần mềm này lên Windows RT (trước yêu cầu từ phía người dùng, Microsoft cuối cùng đã thông báo sẽ đưa Outlook vào các phiên bản sau này của Windows RT vào tháng 6 năm 2013). Vào tháng 5 năm 2013, một số báo cáo cho thấy HTC đã hủy bỏ kế hoạch sản xuất một mẫu tablet Windows RT 12 inch do chi phí sản xuất quá lớn, đồng thời thị trường đang có nhu cầu lớn hơn với các thiết bị nhỏ.
Nhu cầu thấp khiến nhiều sản phẩm Windows RT phải hạ giá bán; vào tháng 4 năm 2013 giá của chiếc Dell XPS 10 giảm từ 450 USD xuống còn 300 USD, đồng thời Microsoft cũng bắt đầu tặng kèm vỏ bàn phím cho những khách hàng mua máy tính bảng Surface tại một số quốc gia—một chiếc vỏ Type Cover đã có giá trị lên tới 130 USD. Microsoft cũng được cho là đã giảm phí giấy phép Windows RT cho các thiết bị có màn hình nhỏ hơn, với hi vọng sẽ có thể thúc đẩy sự quan tâm tới nền tảng này. Vào tháng 7 năm 2013, Microsoft giảm giá mẫu Surface thế hệ đầu tiên tới 30% trên toàn cầu, về mức 350 USD tại thị trường Mỹ. Cùng thời điểm đó, báo cáo cho biết công ty đã chịu khoản lỗ 900 triệu USD do doanh thu bán thiết bị chỉ ở mức khiêm tốn. Vào tháng 8 năm 2013, Dell lặng lẽ rút tùy chọn mua chiếc XPS 10 không kèm theo dock bàn phím trên cửa hàng trực tiếp của hãng (từ đó tăng giá sản phẩm lên 479 USD), và cuối cùng ngừng bán hoàn toàn thiết bị này vào tháng 9 năm 2013. Quyết định giảm giá dòng tablet Surface của Microsoft đem lại cho hãng chút tăng trưởng trên thị phần tablet; vào cuối tháng 8 năm 2013, dữ liệu sử dụng từ mạng lưới quảng cáo AdDuplex (cũng là đơn vị cung cấp dịch vụ quảng cáo trong các ứng dụng Windows Store) cho thấy lượng sử dụng Surface đã tăng từ 6,2 lên 9,8%.

### Hạn chế và giới hạn tương thích
Microsoft bắt buộc tất cả thiết bị Windows RT phải kích hoạt vĩnh viễn UEFI Secure Boot (trái ngược với Windows 8 yêu cầu OEM kích hoạt mặc định tính năng này nhưng người dùng vẫn có thể tùy chỉnh được sau đó), ngăn cản người dùng chạy các hệ điều hành khác thay thế trên thiết bị. Tom Warren của The Verge cho rằng Microsoft nên "giữ cách tiếp cận đồng nhất trên cả ARM và x86, nhất là khi nhiều người dùng sẽ rất thích được chạy Android song song với Windows 8 trên chiếc tablet tương lai của họ", nhưng cũng lưu ý rằng quyết định áp đặt hạn chế như vậy cũng không phải là khác biệt với những hệ điều hành di động khác, trong đó có những thiết bị Android gần đây và cả nền tảng Windows Phone của chính Microsoft.
Yêu cầu tải hầu hết phần mềm trên Windows RT thông qua Windows Store được coi là tương tự với các cửa hàng ứng dụng trên những nền tảng di động "đóng" khác; trong đó chỉ có những phần mềm được chứng nhận tuân thủ các hướng dẫn của nhà sản xuất (tức là Microsoft) mới có thể được phân phối trên cửa hàng. Microsoft cũng bị những nhà phát triển trình duyệt web Firefox chỉ trích vì đã cản trở việc phát triển các trình duyệt web bên thứ ba cho Windows RT (do đó buộc người dùng phải sử dụng trình duyệt Internet Explorer của hãng) bằng cách hạn chế phát triển các ứng dụng desktop và không cung cấp cùng những API giống như trên Windows 8 để phát triển các trình duyệt web có thể chạy dưới dạng ứng dụng. Tuy nhiên, trước phàn nàn về những hạn chế liên quan tới một vụ kiện chống độc quyền liên quan tới Microsoft, Liên minh châu Âu đã ra phán quyết rằng "cho tới thời điểm này, không có cơ sở nào để tiếp tục tiến hành điều tra về vấn đề này." Theo phán quyết của EU, dịch vụ BrowserChoice.eu vẫn sẽ được đi kèm với Windows 8.

#### Lỗ hổng "jailbreak"
Vào tháng 1 năm 2013, một lỗ hổng leo thang đặc quyền đã được phát hiện trong nhân Windows có thể cho phép các đoạn mã chưa được ký chạy trong Windows RT; lỗ hổng này được một nhà phát triển khai thác bằng cách sử dụng một công cụ gỡ lỗi từ xa (cung cấp bởi Microsoft với mục đích gỡ lỗi các ứng dụng WinRT trên thiết bị Windows RT) để chạy các đoạn mã làm thay đổi cấp độ ký lưu trữ trong RAM, cho phép các đoạn mã chưa được ký số có thể thực thi (cấp độ ký theo mặc định được đặt để chỉ cho phép chạy các đoạn mã đã được ký bởi Microsoft). Cùng với lời giải thích về lỗ hổng nói trên, nhà phát triển này cũng đăng kèm một lời kêu gọi cá nhân tới Microsoft, thúc giục hãng loại bỏ các hạn chế trên thiết bị Windows RT; anh ta tin rằng quyết định áp đặt các hạn chế này không phải là vì lý do kỹ thuật, và cho rằng các thiết bị sẽ có giá trị hơn nếu chúng được gỡ bỏ. Trong tuyên bố của mình, Microsoft khen ngợi nỗ lực phát hiện lỗ hổng của nhà phát triển này, nhưng cũng nhận định lỗ hổng không đem lại mối đe dọa nào về bảo mật bởi nó yêu cầu quyền truy cập quản trị vào thiết bị cũng như các kỹ thuật phức tạp, đồng thời các chương trình vẫn sẽ phải được biên dịch lại cho nền tảng ARM. Tuy nhiên, Microsoft vẫn cho biết hãng có thể sẽ đưa ra bản cập nhật vá lỗ hổng này trong tương lai.
Một công cụ dựa trên file batch đã sớm được chia sẻ trên XDA Developers nhằm hỗ trợ người dùng thực hiện lỗ hổng trên, đồng thời cũng xuất hiện một số các ứng dụng desktop được port lên nền tảng Windows RT, ví dụ như trình giả lập Bochs, PuTTY và TightVNC. Sau đó cũng xuất hiện một trình giả lập có tên là "Win86emu", cho phép người dùng chạy phần mềm x86 trên thiết bị Windows RT đã được jailbreak. Tuy nhiên, nó không hỗ trợ toàn bộ các API Windows, và tốc độ chạy chương trình cũng chậm hơn so với trên hệ thống gốc.

## Kết cục
Vào tháng 11 năm 2013, trong buổi nói chuyện về Windows RT tại Hội nghị Công nghệ Toàn cầu UBS, Julie Larson-Green đã đưa ra một số bình luận về chiến lược di động của Microsoft với nền tảng Windows trong tương lai. Larson-Green cho biết trong tương lai, Microsoft sẽ "không thể có tới ba [hệ điều hành di động]" (Windows, Windows RT và Windows Phone). Bình luận trên đã khiến số phận của Windows RT bị đặt dấu hỏi; một số nhà phân tích cho rằng đây là dấu hiệu của việc Microsoft sẽ chuẩn bị ngừng phát triển Windows RT do nhu cầu sử dụng thấp, trong khi những người khác lại nhận định rằng Microsoft có ý định hợp nhất Windows và Windows Phone. Microsoft sau đó công bố nền tảng "Universal Windows Apps" tại Build 2014, cho phép các nhà phát triển tạo ứng dụng WinRT cho Windows, Windows Phone và Xbox One với chung một cơ sở mã. Những sáng kiến này nhằm phục vụ mục tiêu sử dụng Windows 10 để thống nhất hệ điều hành Windows cốt lõi trên khắp tất cả các loại thiết bị.
Các nhà phê bình coi việc Microsoft hủy bỏ ra mắt mẫu Surface có kích thước nhỏ hơn vào tháng 5 năm 2014 là một dấu hiệu tiếp theo cho thấy, dưới sự lãnh đạo của CEO mới Satya Nadella và trưởng nhóm thiết bị mới Stephen Elop (người đã gia nhập Microsoft sau khi công ty này mua lại mảng điện thoại di động của Nokia vào tháng 9 năm 2013, nhưng rốt cuộc lại rời đi một năm sau đó), hãng đang có ý định tiếp tục hạ thấp vai trò của Windows RT, nhất là khi Microsoft đã chuyển sự quan tâm của mình tới thị trường cao cấp hơn với chiếc Surface Pro 3. Nhiều nhà phân tích tin rằng thương vụ mua lại mảng thiết bị của Nokia là đòn bảy để Microsoft thúc đẩy phát triển các thiết bị Windows RT trong tương lai, khả năng cao sẽ sử dụng thương hiệu Lumia.
Vào ngày 21 tháng 1 năm 2015, Microsoft giới thiệu Windows 10 Mobile, phiên bản Windows 10 dành cho điện thoại thông minh và máy tính bảng dưới 8 inch chạy kiến trúc ARM; khác với RT được dựa trên trải nghiệm người dùng của phiên bản PC, Windows 10 trên những thiết bị này là sự nối tiếp của trải nghiệm người dùng Windows Phone, nhấn mạnh vào khả năng tạo ra các ứng dụng Windows "phổ quát" có thể chạy trên cả PC, tablet và điện thoại, đồng thời chỉ hỗ trợ giao diện và ứng dụng Windows kiểu hiện đại (mặc dù một số thiết bị tương thích vẫn hỗ trợ trải nghiệm desktop hạn chế khi kết nối tới màn hình ngoài). Sau sự kiện này, một người phát ngôn của Microsoft cho biết công ty đang phát triển bản cập nhật cho Windows RT nhằm cung cấp "một số chức năng của Windows 10", đồng thời công ty cũng kết thúc sản xuất cả hai mẫu tablet Surface 2 và Lumia 2520.
Thương vụ mua lại Nokia của Microsoft sau này đã được coi là một thất bại, và Microsoft cuối cùng cũng phải rời thị trường điện thoại di động tiêu dùng. Những tài sản thuộc mảng điện thoại di động đã được Microsoft bán lại cho Foxconn và HMD Global vào tháng 5 năm 2016.
Những mẫu vi xử lý Intel mới dành cho các thiết bị di động bắt đầu đủ sức cạnh tranh hơn so với những mẫu chip ARM tương đương về cả hiệu suất cũng như thời lượng pin; điều này cùng với một số thay đổi khác của Microsoft, ví dụ như việc loại bỏ phí giấy phép OEM cho Windows trên thiết bị có màn hình kích thước nhỏ hơn 9 inch, đã thúc đẩy phát triển thị trường các sản phẩm máy tính bảng cấp thấp chạy hệ điều hành Windows 8 hoàn chỉnh dựa trên nền tảng tương thích Intel, khiến người ta một lần nữa hoài nghi về kế hoạch hỗ trợ nền tảng ARM của Microsoft ngoài dòng sản phẩm smartphone. Một ví dụ điển hình cho những thiết bị như vậy là chiếc Surface 3 chạy Intel Atom, một mẫu Surface phân khúc thấp được Microsoft ra mắt vào tháng 3 năm 2015; khác với các mẫu Surface cấp thấp trước đó, Surface 3 không sử dụng kiến trúc ARM và Windows RT. Surface 3 được kế nhiệm bởi chiếc Surface Go chạy bộ xử lý Pentium Gold vào năm 2018.
Windows 8.1 RT Update 3 (KB3033055) được phát hành vào ngày 16 tháng 9 năm 2015; bản cập nhật này bổ sung một phiên bản menu Start mới từng được thấy trong những bản xem trước sớm của Windows 10, ngoài ra không có bất cứ thay đổi đáng kể nào tới hệ điều hành hay các chức năng trên hệ thống, và cũng không hỗ trợ hệ sinh thái ứng dụng của Windows 10. The Verge coi bản cập nhật này giống như Windows Phone 7.8—một bản cập nhật với một số thay đổi giao diện người dùng từ Windows Phone 8 được port ngược trở lại mà không đưa ra những nâng cấp đáng kể nào tới nền tảng.

## Ảnh hưởng tới Windows 10

### Hỗ trợ ARM
Vào ngày 7 tháng 12 năm 2016, Microsoft thông báo hãng dự định sẽ ra mắt một phiên bản ARM của Windows 10 dành cho các thiết bị chạy SoC Snapdragon, ban đầu sẽ tập trung vào dòng máy tính xách tay, như một phần trong chiến lược hợp tác của công ty với Qualcomm. Khác với Windows RT, phiên bản ARM của Windows 10 hỗ trợ khả năng sử dụng một lớp giả lập để chạy phần mềm được biên dịch cho kiến trúc x86 32 bit. Một năm sau đó, Microsoft công bố thương hiệu Always Connected PC dành cho các thiết bị Windows 10 có kết nối mạng di động; buổi ra mắt cũng giới thiệu hai mẫu laptop 2 trong 1 chạy Snapdragon 835 từ Asus và HP, cùng với đó là sự kết hợp giữa modem LTE gigabit Snapdragon X16 và nền tảng AMD Ryzen Mobile.

### Windows 10 S
Vào ngày 2 tháng 5 năm 2017, Microsoft giới thiệu Windows 10 S, một phiên bản Windows 10 được thiết kế chủ yếu cho các thiết bị di động cấp thấp nhằm tới thị trường giáo dục (cạnh tranh với ChromeOS dựa trên Linux của Google). Tương tự như Windows RT, người dùng Windows 10 S chỉ có thể cài đặt các ứng dụng thông qua Windows Store. Windows 10 S sau đó được thay thế bằng S Mode, một chế độ trên Windows 10 mà các nhà sản xuất có thể kích hoạt để áp đặt các hạn chế tương tự, nhưng có thể được tắt bởi người dùng.